# Allobates grillisimilis
Allobates grillisimilis Simões, Sturaro, Peloso & Lima, 2013 è un anfibio anuro appartenente alla famiglia degli Aromobatidi.

## Etimologia
L'epiteto specifico si riferisce alla chiamata distintiva della specie, che assomiglia (all'orecchio umano) al suono prodotto dai grilli. L'epiteto è formato dall'unione del sostantivo  latino grillus (grillo, genitivo grilli) e l'aggettivo similis (simile), che significa simile a un grillo.

## Distribuzione e habitat
È endemica dello stato di Amazonas in Brasile. Si trova alla confluenza del rio Madeira e del rio Tapajós.